# Château de Selincourt
Le château de Selincourt est une propriété privée située dans le hameau de Selincourt, sur le territoire de la commune d'Hornoy-le-Bourg, dans le département de la Somme au sud-ouest d'Amiens.

## Historique
Le château actuel de Selincourt a été construit à partir de 1734 par le vicomte de Selincourt, Charles-Nicolas Manessier, capitaine d'infanterie au régiment du Roi. Il remplace un précédent édifice détruit par un incendie.
Le château, le pavillon de l'intendant, les communs et le parc et jardin sont protégés au titre des monuments historiques : inscription par arrêté du 17 février 2003. Le château aurait été acquis par Jean-Yves Haberer en 1968

## Caractéristiques
Le château construit en brique et pierre avec appareillage à refends, est composé d'un corps de logis rectangulaire avec un avant-corps central à trois pans et terminé par deux ailes en faible saillie.
À l'intérieur, une rampe d'escalier en fer forgé du XVIIIe siècle permet d'accéder aux étages. Au second étage, sous les combles, une chapelle a été aménagée.

## Le parc
Le château est entouré d'un parc orné de nombreux topiaires et limité par un saut-de-loup. On y accède par une grille encadrée par deux piliers de pierre surmontés d'un lion, qui s'ouvre sur une cour.